# Ордас, Диего де

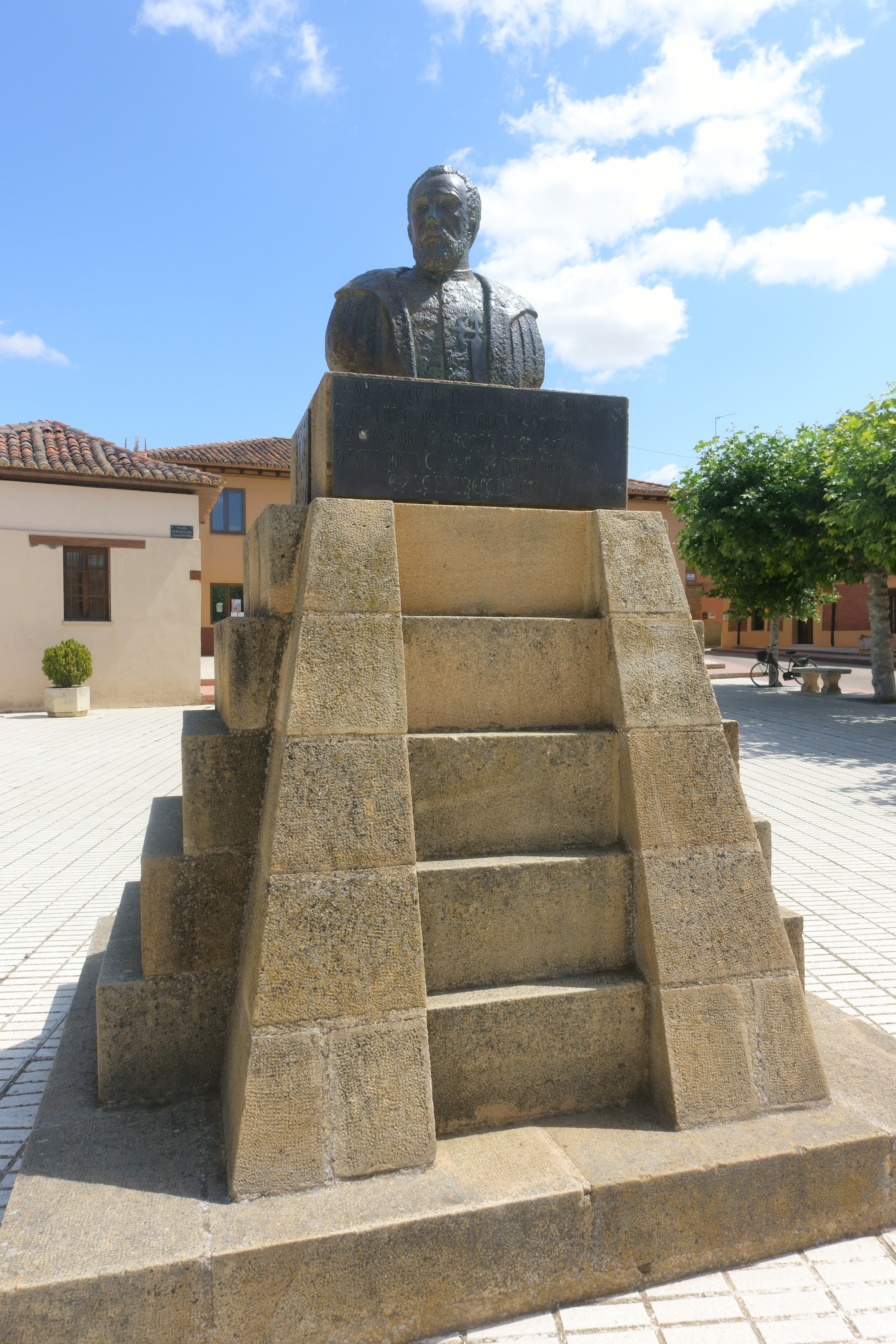
Памятник Диего де Ордасу в Кастроверде-де-Кампос

Диего де Ордас (исп. Diego de Ordás; 1480, Самора, Кастилия и Леон — 1532[…], Пария, Сукре) — испанский военный, первооткрыватель и исследователь.

## Биография
Родителями Диего были Лопе де Ордаса и Инес Хирон. Иные сведения о ранних годах  жизни отсутствуют.
Точная дата прибытия Диего на Кубу неизвестна, однако по общепринятым данным это произошло приблизительно в период между 1511—1517 годом. После прибытия на Кубу де Ордас поступил на службу к Диего де Веласкесу и принял участие в первых экспедициях по исследованию Колумбии и Панамы.
В 1519 году де Ордас перешел на службу к Эрнану Кортесу и принял участие в его экспедиции по завоеванию Мексики. Де Ордас был участником в сражении при Чентле у реки Грихальва, в Табаско против воинов майя 25 марта 1519 года, Это было первое крупное сражение испанцев на землях Новой Испании.

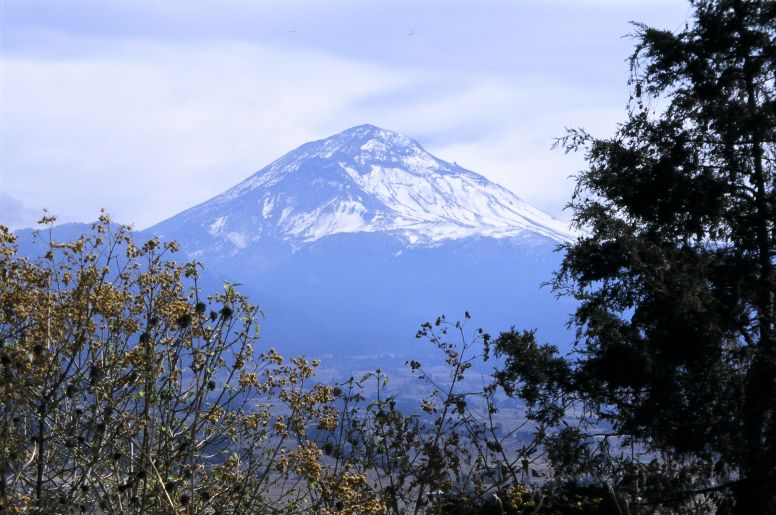
Северо-западный склон вулкана Попокатепетль, вид из Амекамеки.

Диего де Ордас — первый европеец, поднявшийся на вершину вулкана Попокатепетль. Это восхождение произвело большое впечатление на индейцев, которые служили проводниками. Благодаря этому подвигу и военным заслугам император Карл V своим указом от 22 октября 1525 года предоставил ему право иметь герб с изображением вулкана. После победы испанцев он исследовал земли Оахаки и Веракруса и плавал по реке Коацакоалькос.
В 1521 году Де Ордас отправился обратно в Испанию, чтобы выступить перед кортесами с отчетом о завоевании империи ацтеков и попытаться добиться назначения на должность генерал-губернатора Новой Испании.
Примерно в 1525 году Де Ордас вернулся обратно в Мексику. Имея репутацию храброго и безрассудного воина среди сторонников Кортеса, в 1525 году его отправили на поиски пропавшего Кортеса. Во время этой экспедиции Ордас узнал о смерти капитана Франсиско де Медина. После экспедиции по Чолулы он вернулся в Мексику, где объявил о смерти Кортеса, а также о том, что следует прекратить его дальнейшие поиски. Но после возвращения Кортеса в Мексику, в августе 1529 года он получил право собственности на Пеньон-де-лос-Баньос в окрестностях Мехико.
Во второй раз Ордас вернулся в Испанию в 1529 году, получив приглашение на вторую свадьбу Кортеса в Бежаре, где он был единственным присутствующем капитаном из Новой Испании.
Также во время этой поездки Ордас презентовал свои планы перед королевскими властями с просьбой о получении права исследовать земли мифического Эльдорадо, который, как он полагал, находился на территории Венесуэлы.
В 1531 году Ордас возвращается в Новый Свет и из местной деревни Уяпари (ныне Барранкас) начинает новую экспедицию. В ходе экспедиции Ордас открывает реку Ориноко, и надеясь попасть по реке в страну Эльдорадо, преодолевает по воде более 300 километров. Однако после длительных безрезультатных поисков, Ордас отказался от дальнейших поисков Эльдорадо и решил вернуться обратно в Испанию. В 1532 году на обратном пути в Испанию он скончался на полуострове Пария.

## Наследие
В 1952 году на востоке Венесуэлы был основан город под названием Пуэрто-Ордас в честь Диего де Ордаса, который сегодня является одним из крупнейших населенных пунктов страны.